# یوری وینیچوک
یوری وینیچوک (انگلیسی: Yuriy Vynnychuk؛ زادهٔ ۱۸ مارس ۱۹۵۲) روزنامه‌نگار، شاعر، مؤلف (پدیدآور)، مترجم، و نویسنده اهل اتحاد جماهیر شوروی سوسیالیستی است.